# Мартін Берберян
Мартін Берберян (вірм. Մարտին Բերբերյան; нар. 22 травня 1980) — вірменський борець греко-римського стилю, бронзовий призер чемпіонату світу, чемпіон Європи, учасник трьох Олімпійських ігор.

## Біографія
Боротьбою займається з 1990 року. Після закінчення активних виступів на борцівському килимі — на тренерській роботі. Працює тренером з греко-римської боротьби в США. Співпрацює зі збірною Сполучених Штатів, тренуючи борців під час навчально-тренувальних зборів.

## Виступи на Олімпіадах
| Змагання                    | Збірна   | Вагова категорія | Місце |
| --------------------------- | -------- | ---------------- | ----- |
| Літні Олімпійські ігри 2000 | Вірменія | 58 кг            | 6     |
| Літні Олімпійські ігри 2004 | Вірменія | 55 кг            | 11    |
| Літні Олімпійські ігри 2008 | Вірменія | 60 кг            | 17    |

## Виступи на Чемпіонатах світу
| Змагання                        | Збірна   | Вагова категорія | Місце  |
| ------------------------------- | -------- | ---------------- | ------ |
| Чемпіонат світу з боротьби 1999 | Вірменія | 58 кг            | 4      |
| Чемпіонат світу з боротьби 2001 | Вірменія | 58 кг            | 22     |
| Чемпіонат світу з боротьби 2002 | Вірменія | 55 кг            | 5      |
| Чемпіонат світу з боротьби 2003 | Вірменія | 55кг             | 16     |
| Чемпіонат світу з боротьби 2005 | Вірменія | 60 кг            | Бронза |

## Виступи на Чемпіонатах Європи
| Змагання                         | Збірна   | Вагова категорія | Місце  |
| -------------------------------- | -------- | ---------------- | ------ |
| Чемпіонат Європи з боротьби 2000 | Вірменія | 58 кг            | 13     |
| Чемпіонат Європи з боротьби 2001 | Вірменія | 58 кг            | 8      |
| Чемпіонат Європи з боротьби 2003 | Вірменія | 55 кг            | 6      |
| Чемпіонат Європи з боротьби 2004 | Вірменія | 55 кг            | Золото |
| Чемпіонат Європи з боротьби 2005 | Вірменія | 60 кг            | 15     |
| Чемпіонат Європи з боротьби 2008 | Вірменія | 60 кг            | 20     |

## Виступи на інших змаганнях
| Змагання                                 | Збірна   | Вагова категорія | Місце  |
| ---------------------------------------- | -------- | ---------------- | ------ |
| Олімпійський кваліфікаційний турнір 2004 | Вірменія | 55 кг            | Бронза |
| Олімпійський кваліфікаційний турнір 2008 | Вірменія | 60 кг            | 7      |
| Олімпійський кваліфікаційний турнір 2008 | Вірменія | 60 кг            | Бронза |